# Стшельце-Опольске (гмина)
Стшельце-Опольске (пол. Strzelce Opolskie) — городско-сельская гмина (волость) в Польше, входит как административная единица в Стшелецкий повет, Опольское воеводство. Население — 33 747 человек (на 2004 год).

## Демография
| Перепись                       | Всего   | Всего | Женщины | Женщины | Мужчины | Мужчины |
| ------------------------------ | ------- | ----- | ------- | ------- | ------- | ------- |
| Единицы                        | человек | %     | человек | %       | человек | %       |
| Население                      | 33 747  | 100   | 17 309  | 51,3    | 16 438  | 48,7    |
| Плотность населения (чел./км²) | 166,8   | 166,8 | 85,5    | 85,5    | 81,2    | 81,2    |

## Сельские округа
1. Адамовице
2. Блотница-Стшелецка
3. Бжезина
4. Дзевковице
5. Фарска-Колёня
6. Гродзиско
7. Йендрыне
8. Кадлуб
9. Кадлубски-Пец
10. Калиновице
11. Калиновице
12. Лигота-Дольна
13. Лигота-Гурна
14. Мокре-Ланы
15. Нивки
16. Нова-Весь
17. Осек
18. Плужница-Велька
19. Розмерка
20. Розмеж
21. Рожнёнтув
22. Суха
23. Сухе-Ланы
24. Щепанек
25. Шимишув
26. Шимишув-Оседле
27. Вармонтовице

## Поселения
1. Банатки-Дуже
2. Банатки-Мале
3. Бард
4. Барвинек
5. Брегула
6. Буковец
7. Долки
8. Дорышув
9. Грошув
10. Качоровня
11. Кашталь
12. Кошице
13. Липенец
14. Пакошин
15. Подбожаны
16. Стара-Почта
17. Шимоня
18. Сцегна
19. Тенчинув

## Соседние гмины
1. Гмина Гоголин
2. Гмина Избицко
3. Гмина Емельница
4. Гмина Колёновске
5. Гмина Лесница
6. Гмина Озимек
7. Гмина Тошек
8. Гмина Уязд
9. Гмина Велёвесь
10. Гмина Здзешовице